# Sandhausen
Sandhausen es un municipio de unos 14.500 habitantes y una superficie total de 1.455 ha en el distrito de Rin-Neckar en el norte de Baden-Wurtemberg, Alemania, aproximadamente 8 km al sur de Heidelberg. El punto más elevado del centro es el Galgenbuckel (Cerro de Horca) con 115,62 m.

## Etimología

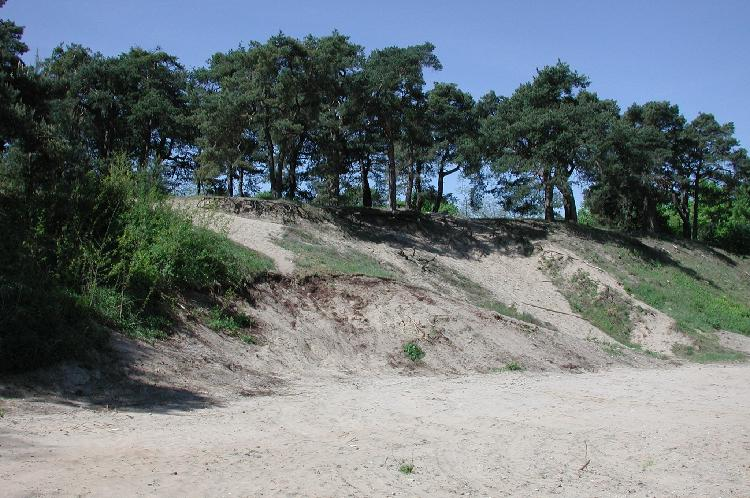
Duna continental de Sandhausen

El topónimo Sandhausen consiste de las palabras alemanas Sand (arena) y Hausen. Esto indica que el asentamiento fue fundado sobre terreno arenoso. Por vez primera fue mencionado en un documente escrito del año 1262 bajo el nombre Santhusen que es la forma anterior más antigua del nombre.

## Geografía
En Baden-Wurtemberg terrenos de arenas movedizas y dunas son una particularidad de la región alrededor de Sandhausen. Hace unos 10.000 años aquí el paisaje tenía un aspecto completamente diferente. El  Rin y sus brazos laterales serpenteantes penetraban casi toda la región. Vientos del oeste arremolinaban partículas de grano fino de las orillas arenosas y los depositaban más al este como dunas continentales. Sandhausen está ubicado principalmente sobre terreno arenoso. El punto más alto está a 117m sobre las dunas y el punto más bajo en la zanja del arroyo Leimbach  a 101 m s. n. m. Con la urbanización de terrenos  y la construcción de viviendas así como la recogida de la arena por empresas privadas en los años 1950 la reserva natural provisional fue dividida en dos y disminuida considerablemente en el norte. La reserva actual Pferdtriebsdüne delante de Sandhausen, con una superficie de 15,8 hectáreas, es sólo un pequeño remanente del antiguo paisaje de dunas.

## Deportes
El club de fútbol local, SV Sandhausen, se desempeña en la 3. Liga, el tercer nivel del fútbol nacional. Su estadio es el Hardtwaldstadion con un aforo superior a los 12.000 espectadores.